# Campionat del Món de Freestyle Motocross
El Campionat del Món de Freestyle Motocross (oficialment: FIM FreeStyle Motocross World Championship) és la màxima competició internacional de Freestyle Motocross. Regulat per la FIM, fou instaurat el 2006.

## Historial
A 15 de novembre de 2024
| Any  | Campió                | Motocicleta           |
| ---- | --------------------- | --------------------- |
| 2006 | Mathieu Rebeaud       | KTM                   |
| 2007 | Ailo Gaup             | Honda                 |
| 2008 | Remi Bizouard         | Yamaha                |
| 2009 | Remi Bizouard         | Yamaha                |
| 2010 | Libor Podmol          | Suzuki                |
| 2011 | Javier Villegas       | Yamaha                |
| 2012 | Remi Bizouard         | Honda                 |
| 2013 | David Rinaldo         | Yamaha                |
| 2014 | Maikel Melero         | Yamaha                |
| 2015 | Maikel Melero         | ?                     |
| 2016 | ?                     | ?                     |
| 2017 | ?                     | ?                     |
| 2018 | Maikel Melero         | Yamaha                |
| 2019 | Luc Ackermann         | Husqvarna             |
| 2020 | Cancel·lat (COVID-19) | Cancel·lat (COVID-19) |
| 2021 | Cancel·lat (COVID-19) | Cancel·lat (COVID-19) |
| 2022 | No disputat           | No disputat           |
| 2023 | No disputat           | No disputat           |
| 2024 | No disputat           | No disputat           |